# Gare de Hitachi
La gare de Hitachi (日立駅, Hitachi-eki) est une gare ferroviaire de la ville de Hitachi, dans la préfecture d'Ibaraki au Japon. Elle est gérée par la compagnie JR East.

## Situation ferroviaire
La gare est située au point kilométrique (PK) 146,9 de la ligne Jōban.

## Histoire
La gare a été inaugurée le 25 février 1897 sous le nom de gare de Sukegawa. Elle est renommée Hitachi en 1939.
Le bâtiment voyageurs actuel, inauguré en 2012, a été récompensé d'un Brunel Award.

## Service des voyageurs

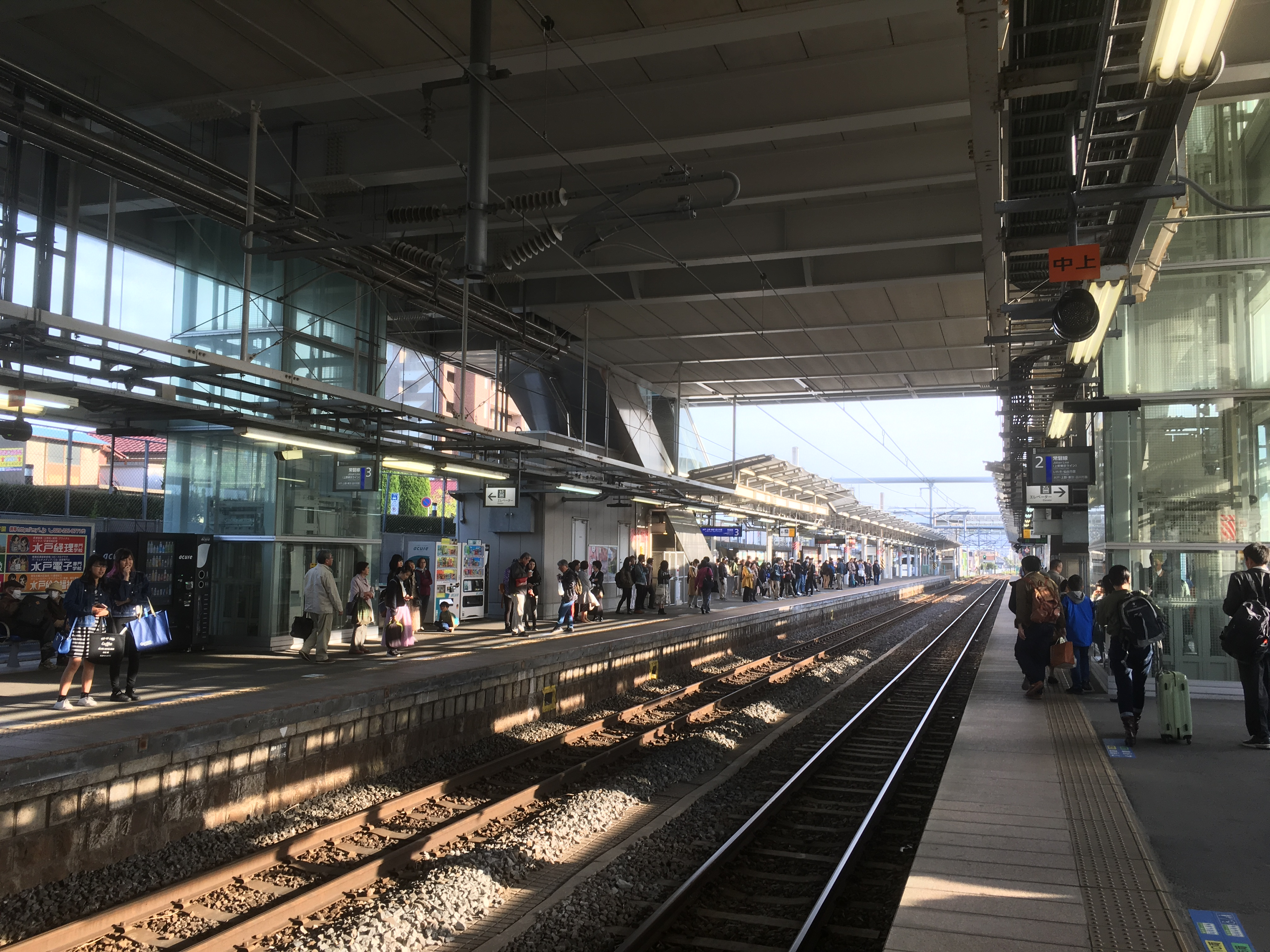
Vue des quais.

### Accueil
La gare dispose d'un bâtiment voyageurs, avec guichets, ouvert tous les jours.

### Desserte
- Ligne Jōban :
  - voies 1 et 2 : direction Iwaki et Tomioka
  - voies 2 et 3 : direction Mito, Ueno, Tokyo et Shinagawa